# Ideoblothrus lepesmei
Ideoblothrus lepesmei är en spindeldjursart som först beskrevs av Max Vachon 1941.  Ideoblothrus lepesmei ingår i släktet Ideoblothrus och familjen spinnklokrypare. Inga underarter finns listade i Catalogue of Life.